# Philautus charius
Philautus charius är en groddjursart som beskrevs av Rao 1937. Philautus charius ingår i släktet Philautus och familjen trädgrodor. Inga underarter finns listade i Catalogue of Life.